# Polycentropsis
Polycentropsis is een monotypisch geslacht van straalvinnige vissen uit de familie van de nanderbaarzen (Nandidae).

## Soort
- Polycentropsis abbreviata Boulenger, 1901